# Salil Shetty

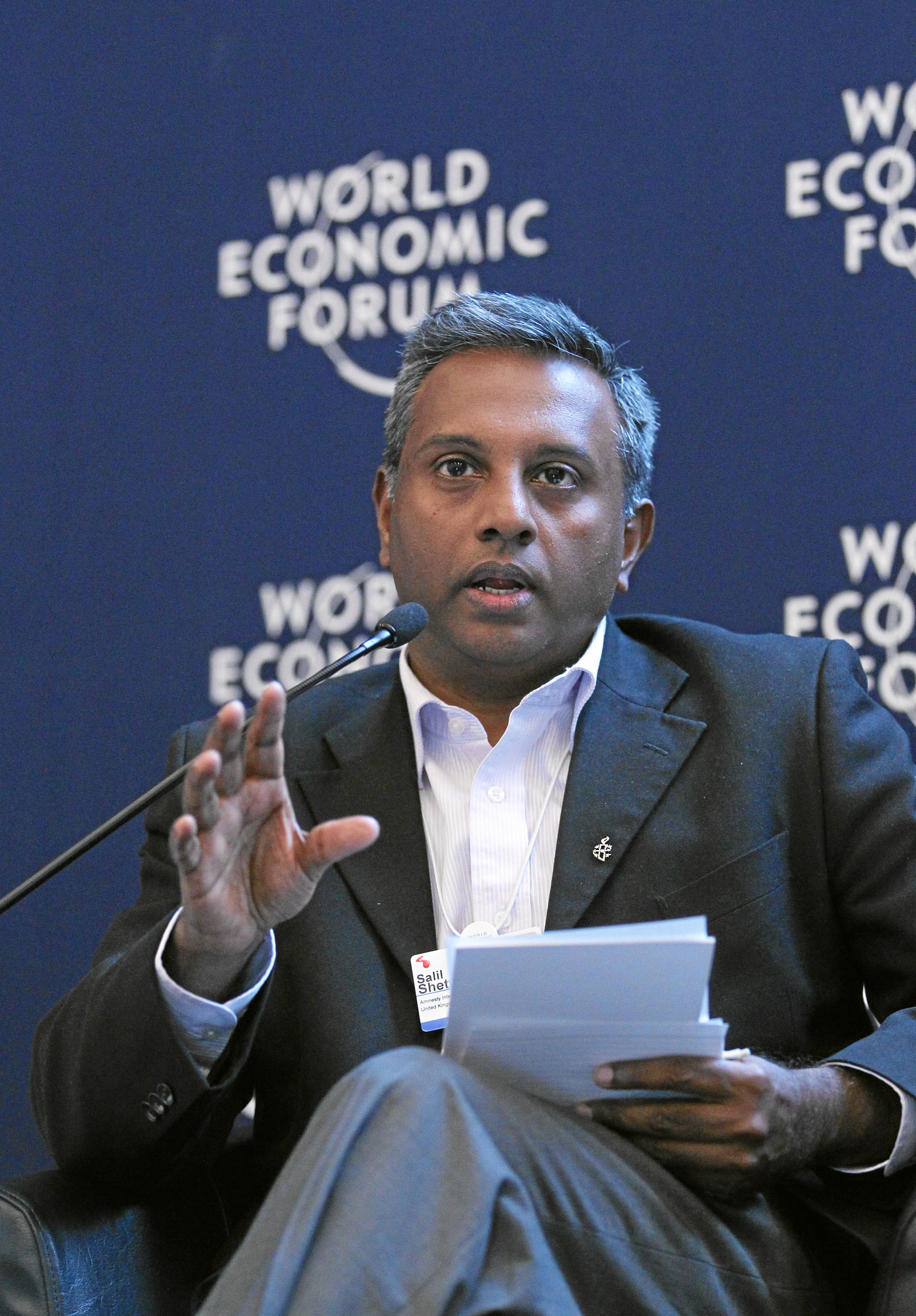
Shetty während des WEFs 2012

Salil Shetty (* 3. Februar 1961 in Bangalore, Indien) ist ein indischer Menschenrechtsaktivist und einer der ehemaligen Generalsekretäre von Amnesty International.

## Biografie
Shetty ist Sohn einer in der Frauenrechtsbewegung tätigen indischen Anwältin und deren Ehemann, der sich für die Rechte der Dalit, der „Unberührbaren“ einsetzt. Salil Shetty wuchs in Mumbai auf und studierte in Ahmedabad und London Management und Sozialpolitik.
Bis 2009 leitete er sechs Jahre lang das Millennium-Programm der Vereinten Nationen. Davor war er Vorstand der weltweit tätigen Nichtregierungsorganisation ActionAid.
Am 21. Dezember 2009 wurde Shetty als der nächste Generalsekretär der Menschenrechtsorganisation Amnesty International vorgestellt. Er trat sein Amt im Juli 2010 als Nachfolger von Irene Khan an. Im August 2018 wurde er durch Kumi Naidoo abgelöst.